# Вебер, Эберхард
Э́берхард Ве́бер (Eberhard Weber) (род. 22.01.1940, Штутгарт) — немецкий джазовый контрабасист и композитор. 

## Очерк биографии и творчества
В детстве учился игре на виолончели у отца. В 1956 году окончательно перешёл на контрабас. Систематического музыкального образования не получил. Уже в 1960-е годы стал одним из самых востребованных джазовых музыкантов в Германии. С 1962 года играл в Трио Вольфгана Даунера. В 1970-е годы сотрудничал с Джо Пассом, Стефаном Граппелли, Р. Кунном. В 1973–1974 годах выступал в составе джаз-роковой группы Spectrum Фолькера Кригеля (Volker Kriegel; 1943–2003). Гастролировал в США с Гэри Бёртоном.
С 1973 года Вебер постоянно записывался (как автор оригинальной музыки и в качестве сессионного музыканта) на лейбле ECM Records. Международную известность Веберу принёс первый сольный альбом (на указанном лейбле) «Цвета Хлои» («The colours of Chloe», 1974). Его успех развили альбомы 2-й половины 1970-х – начала 1980-х годов, особенно «The following morning» (1976) и «Later that evening» (1982). 
К творческим достижениям Вебера относят альбомы, которые он выпускал вместе с Ральфом Таунером («Solstice», 1975), Патом Метини («Watercolors», 1977), Яном Гарбареком («Wayfarer», 1983). С начала 1980-х годов до 2005 года Вебер регулярно записывался с британской певицей Кейт Буш. 
Писал музыку для телевидения и кино, в том числе к популярному в Германии сериалу «Место преступления» («Tatort», 1984 и 1988), к фильму «Из жизни немцев» («Aus einem deutschen Leben», 1977) и другим. В 2007 году прекратил выступать и записываться. 
Собственные сочинения Эберхарда Вебера можно лишь условно причислить к джазу: в них нет клишированных импровизаций, не используются джазовые стандарты и традиционная блюзовая форма. Драматургия протяжённых пьес Вебера статична, гармония трактуется как средство колористики наряду с тембром. Большую роль играют ритмические и гармонические остинато, родственные стилистике минимализма. Подобно академической музыке используются средства мотивно-тематической разработки. Специфику стиля Вебера также определяет уникальный звук, который музыкант извлекал на специально разработанном пятиструнном (с добавленной верхней струной – «до» малой октавы) электрифицированном контрабасе. Вебер вообще много экспериментировал со звучанием контрабаса, в том числе играл на нём смычком, а также использовал различные электронные преобразователи звука (синтезаторы).